# S/2004 S 37
S/2004 S 37 es un satélite natural de Saturno. Su descubrimiento fue anunciado por Scott S. Sheppard, David C. Jewitt y Jan Kleyna el 8 de octubre de 2019 a partir de observaciones tomadas entre el 12 de diciembre de 2004 y el 2 de febrero de 2007.
S/2004 S 37 tiene unos 4 kilómetros de diámetro y orbita a Saturno a una distancia promedio de 15,892 Gm en 748,18 días, con una inclinación de 163° a la eclíptica, en dirección retrógrada y con una excentricidad de 0,497.